# Transparency International
Transparency International (TI) međunarodna je nevladina organizacija sa sjedištem u Berlinu. Bavi se suzbijanjem i istraživanjem korupcije. 
Transparency International 1993. je osnovao Peter Eugen, bivši direktor Svjetske banke za istočnu Afriku. TI ima više od 90 nacionalnih podružnica.
Osnovni koncept TI je promoviranje transparentnosti kao glavni pristup protiv korupcije. 
Suzbijanje korupcije putem
- rigoroznog objavljivanja i transparentnost procesa,
- kroz kontinuirano praćenje od strane nezavisnih inspektora
- prihvaćanje počinitelja i žrtve
- pažljiv odabir i rotaciju osoblja kod pogođenih područjima,
- potpunu dokumentaciju, posebno o ugovaranju i nabavi.

Većina slučaja korupcije koje je razotkrila organizacija TI, zbivaju se u državama koje su pogođene siromaštvom (kao u Južnoj Americi i Africi). U tim državama postoji začarani krug siromaštva i korupcije.
Ogranak u Hrvatskoj je Transparency International Hrvatska.

## Vanjske poveznicei
- Službena stranica